# Lumbago
Lumbago (bol u krstima, engl. low back pain - LBP) je čest poremećaj koji zahvata mišiće i kosti leđa. On obuhvata oko 40% ljudi u nekom delu njihovog života. Lumbago se može klasifikovati po trajanju, kao akutni (bol koji traje manje od 6 nedelja), subhronični (6 do 12 nedelja), ili hronični (više od 12 nedelja). Ovo stanje se može dalje klasifikovati po osnovnom uzroku na mehanički, nemehanički, i reflektivni bol.
U većini epizoda lumbaga, specifični uzrok nije poznat ili se čak ni ne traži, već se smatra da je bol posledica mehaničkih problema kao što su naprezanja mišića ili uganuća zglobova. Ako bol ne nestane primenom konzervativnog tretmana, ili ako je praćen „crvenim zastavima“, kao što su neobjašnjivo mršavljenje, groznica, ili znatni problemi pri dodiru ili kretanju, dodatno testiranje je potrebno da bi se utvrdili uzročnici problema. U većini slučajeva, oruđa za skeniranje kao što je kompjuterizovana tomografija nisu korisni i nose svoje rizike. Uprkos toga, primena snimanja leđa je u porastu. Pojedini oblici lumbaga su uzrokovani oštećenjima međupršljenskih diskova. Pri njihovoj identifikaciji je koristan test podizanja ispružene noge. Kod osoba sa hroničnim bolom, mogući uzrok je problem u sistemu za percepciju bola, koji izaziva velike količine bola u odgovoru na trivijalne stimuluse.
Tretman akutnog nespecifičnog lumbaga se tipično svodi na konzervativne mere, kao što je upotreba jednostavnih lekova za bol uz nastavak normalnih aktivnosti koliko god to bol dozvoli. Lekovi se preporučuju za period tokom kojeg pomažu, pri čemu je acetaminofen (takođe poznat kao paracetamol) preferentni lek. Simptomi lumbaga obično počnu da se gube u toku nekoliko nedelja, pri čemu se 40-90% ljudi kompletno oporavi u toku šest nedelja.
Brojne druge opcije su dostupne osobama koje se ne oprave primenom uobičajenog tretmana. Opioidi mogu da budu korisni, ako jednostavni lekovi za bol nisu dovoljni, mada se oni generalno ne preporučuju zbog njihovih nuspojava. Hirurški zahvati mogu da budu korisni za osobe sa hroničnim bolom i invaliditetom usled poremećaja međupršljenskih diskova. Takav pristup takođe može da bude koristan za obolele od kičmene stenoze, dok za druge slučajeve nespecifičnog lumbaga nije koristan. Lumbago često utiče na raspoloženje, te se pribegava primeni psihoterapije i/ili antidepresiva. Postoji mnoštvo alternativnih medicinskih terapija, među kojima su Aleksandrova tehnika i biljni lekovi, mada nema dovoljno evidencije da bi se ubedljivo preporučivali. Evidencija za hiropraktičnu negu i kičmenu manipulaciju je mešovita.

## Simptomi i znakovi
Tipičan prikaz akutnog bola u donjem delu leđa je razvoj bola nakon pokreta koji uključuju podizanje, uvijanje ili naginjanje prema naprijed. Simptomi mogu početi brzo nakon pokreta ili nakon buđenja sledećeg jutra. Opis simptoma može se kretati od osetljivosti u određenoj tački do raširenog bola. Može se pogoršavati s određenim pokretima, poput podizanja noge, ili u pozicijama, poput sedenja ili stajanja. Može biti prisutno i širenje bola niz nogu poznato kao išijas. Prvo iskustvo akutnog bola u donjem delu leđa javlja se tipično između 20-te i 40-te godine, te je često prvi razlog za posetu lekaru u odraslom dobu. Ponavljajuće epizode javljaju se kod više od polovine ljudi, s time da su ponovljene epizode obično bolnije od prve.
Drugi se problemi mogu javiti kao posledica bola u leđima. Hronični bol u donjem delu leđa može biti povezan s problemima sa spavanjem, uključujući produženo vreme potrebno za usnivanje, nemiran san, kraće spavanje, i smanjeno zadovoljstvo snom. Uz to, većina ljudi s hroničnom bolom u donjem delu leđa pokazuje simptome depresije ili anksioznosti.

## Uzrok
Bol u donjem delu leđa nije određena bolest, već simptom koji može biti uzrokovan velikim brojem podležećih problema različitih stepena ozbiljnosti. Većina slučajeva krstobolje nema jasan uzrok, ali veruje se da je rezultat manje značajne ozlede mišića ili kostiju, poput uganuća ili istegnuća. Gojaznost, pušenje, uvećanje telesne mase za vreme trudnoće, stres, loše fizičko stanje, loše držanje tela, te loša pozicija pri spavanju takođe mogu doprinjeti bolu u donjem delu leđa. Puna lista mogućih uzroka uključuje mnoge ređe bolesti. Fizički uzroci uključuju osteoartritis, reumatski artritis, degeneraciju diska između pršljena ili hernijaciju kičmenog diska, frakturu pršljena (na primer zbog osteoporoze) ili, retko, zbog infekcije ili tumora kičme.
Žene mogu patiti od akutnog bola u donjem delu leđa kao posledica medicinskih poremećaja koji zahvaćaju Ženske polne organe, uključujući endometriozu, ciste jajnika, tumore jajnika, ili fibrome materice. Gotovo pola svih trudnih žena žali se na bol u donjem delu leđa ili u delu krstne kosti tokom trudnoće, zbog promena u držanju tela i centra gravitacije što uzrokuje istezanje mišića i ligamenata.

## Patofiziologija

### Strukture leđa
Lumbalno područje (ili donji dio leđa) sastoji se od pet pršljena (L1-L5). Između ovih pršljena su vezivno-hrskavični diskovi, koji služe kao jastuci, te sprečavaju trljanje pršljena jednog o drugi dok u isto vreme štite kičmenu moždinu. Živci izlaze iz i ulaze u kičmenu moždinu kroz specifične otvore između pršljenja, te osiguravaju koži osećaj i signale za mišiće. Stabilnost pršljena se održava pomoću ligamenata i mišića leđa te abdomena. Mali zglobovi koji se zovu fasetni zglobovi ograničavaju te usmeravaju pokrete kičme.
Mišići multifidusi nalaze se duž stražnje strane kičme, te su važni za održavanje kičme ravnom i stabilnom tokom puno uobičajenih pokreta poput sedenja, hodanja i podizanja. Problemi s ovim mišićima često se nalaze u ljudi s hroničnim bolom u donjem delu leđa, jer bol u leđima rezultira u tome da osoba koristi mišiće leđa na neispravan način u pokušaju izbjegavanja bola. Problemi s mišićima multifidusima nastavljaju se i nakon što bol prestane, te je to verojatno jedan od važnih razloga zbog kojih se bol vraća. Kao deo programa oporavka kod ljudi s hroničnim bolom u donjem delu leđa preporučuje se učenje pravilnog korištenja ovih mišića.
Međupršljenski disk ima želatinozno jezgro okruženo fibroznim prstenom. U svojem normalnom, neoštećenom stanju, većina diska nije opskrbljena cirkulacijom niti živčanim sistemom – krv i živci nalaze se samo s vanjske strane diska. Specijalizovane ćelije koje mogu da prežive bez izravne opskrbe krvlju nalaze se u sredini diska. Tokom vremena, disk gubi svoju fleksibilnost te sposobnost apsorpcije fizičkih sila. Ova smanjena sposobnost suočavanja s fizičkim silama povećava pritisak na druge delove kičme, uzrokujući zadebljanje ligamenata kičme te razvoj koštanih izraslina na pršljenovima. Kao rezultat, prostor kroz koji prolazi kičmena moždina i živčani koreni postaje manji. Kada dođe do degeneracije diska kao rezultat ozlede ili bolesti, sastav diska se menja: krvne žile i živci mogu urasti u središte diska i/ili prolabirani material može stvarati direktan pritisak na koren živca. Bilo koja od ovih promena može uzrokovati bol u leđima.

### Osećaj bola
Bol je uopšteno neugodan osećaj koji nastaje kao odgovor na događaj koji ili oštećuje ili potencijalno oštećuje tkivo u telu. Postoje četiri glavna koraka u procesu osećanja bola: transdukcija, transmisija, percepcija, te modulacija. Živčane ćelije koje prepoznaju bol imaju ćelijska tela u ganglijama stražnjih korena te vlakna koja prenose signale u kičmenu moždinu. Proces osećanja bola počinje kada događaj koji uzrokuje bol aktivira krajeve prikladnih osetnih živčanih ćelija. Ova vrsta ćelija pretvara događaj u električni signal procesom transdukcije. Nekoliko različitih vrsta živčanih vlakana vrše transmisiju električnog signala od transdukcijske ćelije do stražnjeg roga kičmene moždine, od tamo do moždanog stabla, te zatim od moždanog stabla do različitih delova mozga kao što su talamus i limbički sistem. U mozgu, signali bola se obrađuju te dobijaju kontekst u procesu percepcije boli. Kroz modulaciju, mozak može modifikovati slanje daljnjih živčanih impulsa tako da poveća ili smanji otpuštanje neurotransmitera.
Delovi sistema za osećaj i obradu bola mogu neispravno funkcionisati; stvarajući tako osećaj bola kada za to ne postoji vanjski uzrok, signalizirajući previše bola nakon nekog uzroka, ili signalizirajući bol nakon nekog inače nebolnog događaja. Uz to, mehanizmi modulacije bola mogu nepravilno funkcionirati. Ovi su fenomeni uključeni u mehanizam hroničnog bola.

## Dijagnoza
Kako je građa leđa kompleksna, a tuženje na bol je subjektivno te zavisno od socijalnih faktora, dijagnoza bola u donjem delu leđa nije jednostavna. Dok je većina bola u donjem delu leđa uzrokovana problemima s mišićima i zglobovima, ovi uzroci se moraju odeliti od neuroloških problema, tumora kičme, preloma kičme, te infekcija, između ostalog.

### Podela
Postoji više načina podele bola u donjem delu leđa, bez suglasnosti o tome koja je najbolja. Postoje tri glavne vrste bola u donjem delu leđa prema uzroku: mehanički bol u leđima (uključujući nespecifična istezanja muskuloskeletnog sistema, herniju diska, kompresiju korena živca, degeneraciju diska ili bolesti zglobova, te prelome pršljena), nemehanički bol u leđima (tumori, upalni poremećaji poput spondilooartritisa, infekcije), te preneseni bol iz unutarnjih organa (bolesti žučne kese, bubrežni kamenac, upale bubrega, te aneurizme aorte, između ostalih). Mehanički ili muskuloskeletni problemi podloga su u većini slučajeva (oko 90% ili više), a od njih, za većinu (oko 75%) ne biva identifikovan specifični uzrok, a smatra se da je uzrok u istezanju mišića ili ozledi ligamenata. Retko, pritužba na bol u donjem delu leđa javlja se kao posledica sistemskih ili psiholoških problema, poput fibromijalgije te somatoformnih poremećaja.
Bol u donjem delu leđa može se podeliti prema simptomima i znakovima. Difuzni bol koja se ne menja s određenim pokretima, te je lokalizovan na donji dio leđa, bez širenja dalje od stražnjice, klasifikuje se kao nespecifičan, što je najčešća klasifikacija. Bol koja se širi niz nogu do ispod kolena, nalazi se s jedne strane (u slučaju hernije diska), ili obe strane (u kičmenoj stenozi), te čija se jačina menja s određenim pokretima i manevrima jeste radikularna, te čini oko 7% slučajeva. Bol koju prate upozoravajući faktori poput traume, vrućice, tumora u istoriji bolesti ili značajna slabost mišića može ukazivati na ozbiljniji problem u podlozi bola te se klasifikuje kao bol koji zahteva hitnu pažnju ili pažnju specijalista.
Simptomi se takođe mogu klasifikovati prema trajanju kao akutni, subhronični (takođe poznati kao subakutni), ili hronični. Određeno trajanje potrebno za pripadanje ovim grupama nije univerzalno dogovoreno, ali uopšteno bol koji traje kraće od šest nedelja klasifikuje se kao akutni, bol koja traje šest do dvanaest nedelja je subhroničan, a onaj koja traje duže od dvanaest nedelja je hroničan. Lečenje i prognoza mogu se menjati zavisno od vremena trajanja simptoma.

### Upozoravajući znakovi
| Upozoravajući znakovi                                            | Mogući uzroci        |
| ---------------------------------------------------------------- | -------------------- |
| Tumor u istoriji bolesti                                         | Tumor                |
| Neobjašnjivi gubitak telesne mase                                | Tumor                |
| Gubitak kontrole nad bešikom ili crevima                         | Cauda equina sindrom |
| Značajna mišićna slabost ili senzorni deficit                    | Cauda equina sindrom |
| Gubitak osećaja u stražnjici (anestezija sedla)                  | Cauda equina sindrom |
| Značajna trauma vezana za doba                                   | Prelom               |
| Hronična upotreba kortikosteroida                                | Prelom               |
| Jak bol nakon operacija lumbalnog područja tokom protekle godine | Infekcija            |
| Vrućica                                                          | Infekcija            |
| Infekcija mokraćnog sistema                                      | Infekcija            |
| Imunosupresija                                                   | Infekcija            |
| Intravenozna primena droga                                       | Infekcija            |

Prisutnost određenih znakova, nazvanih upozoravajući znakovi, ukazuje na potrebu za daljim testovima u potrazi za ozbiljnijim problemom u podlozi bola, koji mogu zahtevati neposredno ili specifično lečenje. Prisutnost upozoravajućeg znaka ne znači da postoji značajan problem. Njegovo je značenje sugestivno, te većina ljudi s upozoravajućim znakovima nemaju ozbiljnijih problema u podlozi bola. Ukoliko nisu prisutni upozoravajući znakovi, podvrgavanje slikovnoj dijagnostici ili laboratorijskim testovima tokom prve četiri nedelje od početka simptoma nije se pokazalo korisno.
Korisnost upozoravajućih znakova je slabo podržana dokazima. Najkorisniji znakovi za detekciju preloma su: starije doba, upotreba kortikosteroida, te značajna trauma, pogotovo ukoliko rezultira oznakama na koži. Najbolja determinanta za utvrđivanje prisutnosti tumora su prethodni tumori u istoriji bolesti.
Nakon isključivanja drugih uzroka, ljudi s nespecifičnim bolom u donjem delu leđa lečeni su simptomatski, bez određivanja tačnog uzroka bola. Od koristi mogu biti napori za otkrivanje faktora koji bi mogli komplikovati dijagnozu, poput depresije, zloupotrebe lekova i droga, ili namera vezanih za isplatu osiguranja.

### Ispitivanja
Slikovna je dijagnostika opravdana kada su prisutni upozoravajući znakovi, neurološki simptomi koji ne prolaze, te kontinuirani bol ili bol u pogoršanju. Konkretno, rana upotreba slikovne dijagnostike (MRI ili CT) preporučuje se kod sumnje na tumor, infekciju ili cauda equina sindrom. MRI ima veću osjetljivost od CT-a za identifikaciju bolesti diska; obe tehnologije su jednako korisne u dijagnostici kičmene stenoze. Samo nekoliko fizičkih dijagnostičkih testova je korisno. Test podizanja pružene noge je gotovo uvek pozitivan kod onih s hernijom diska. Lumbalna provokativna diskografija može biti korisna u identifikaciji specifičnog uzroka bola kod onih s jakim hroničnim bolom u donjem delu leđa. Slično tome, terapijski postupci poput blokade živca mogu se koristiti u određivanju specifičnog izvora bola. Neki dokazi podupiru korištenje injekcija u fasetne zglobove, transforminalnih epiduralnih injekcija, te sakroilijačnih injekcija kao dijagnostičkih testova. Većina drugih fizičkih testova, poput procene skolioze, slabosti ili trošenja mišića, poremećaja refleksa, od male su koristi.
Pritužba na bol u donjem delu leđa jedan je od najčešćih razloga za posetu lekaru. Za bol koji traje tek nekoliko nedelja, verojatno je da će se povući sam od sebe. Prema tome, ukoliko istorija bolesti te fizički pregled osobe ne ukazuju na specifičnu bolest kao uzrok, medicinska društva savetuju da se pacijenti ne upućuju na slikovnu dijagnostiku poput rendgena, CT-a, te MRI-ja. Pojedinci mogu želeti da budu podvrgnuti ovakvoj dijagnostici, ali ukoliko nisu prisutni upozoravajući znakovi, to se smatra nepotrebnom zdravstvom. Rutinska primena slikovne dijagnostike povećava troškove, i povezana je s većom učestalosti operacija bez ukupne koristi, te zračenje koje se koristi može biti štetno za zdravlje pacijenta. Manje od 1% testova slikovne dijagnostike pronalazi uzrok problema. Slikovna dijagnostika može detektovati i bezopasne abnormalnosti, što podstiče traženje daljnjih nepotrebnih testova i zabrinutost. Ipak, korištenje MRI-ja lubmalne regije povećano je za više od 300% među korisnicima United States Medicare zdravstvenog osigurnja između 1994. i 2006.

## Prevencija
Delotvorne metode za prevenciju bola u donjem delu leđa nisu dobro razvijene. Fizička vežba je verojatno delotvorna u prevenciji vraćanja bola kod onih čija je bol trajala više od šest nedelja. Srednje tvrd madrac blagotvorniji je kod hroničnog bola od tvrdih madraca. Postoji vrlo malo dokaza da pojas za leđa pomaže u prevenciji bola u donjem delu leđa više od edukacije o pravilnim tehnikama podizanja tereta. Ulošci za cipele ne pomažu u prevenciji bola u donjem delu leđa.

## Menadžment bola
Kontrola bola u donjem delu leđa zavisi od kategorije: mehanički problemi, nemehanički problemi, ili prenesen bol. Za akutni bol koji uzrokuje samo blage do srednjih problema, cilj je vratiti normalnu funkciju, osposobiti pojedinca za povratak na posao, te smanjiti bol. Bol obično nije ozbiljan i prolazi bez znatne terapije, a oporavak je olakšan ukoliko se pokuša vratiti normalnim aktivnostima što je pre moguće s obzirom na bol. Pružanje veština za suočavanje kroz potporu i potvrđivanje prethodno navedenih činjenica korisno je u ubrzavanju oporavka. Za one sa subhroničnim ili hroničnim bolom u donjem delu leđa, multidisciplinarni programi lečenja mogu biti od koristi.

### Fizički postupci
Generalno se preporučuje povećanje telesne aktivnosti, ali njena jasna povezanost sa bolom ili invalidnosti nije utvrđena u primerima u kojima se koristila za lečenje akutnog stanja bola. Kod akutnih bolova, slabih do umerenih, kvalitetni pokazatelji govore u prilog aktivnosti hodanja. Lečenje po McKenzijevoj metodi je donekle delotvorno kod bolova koji se ponavljaju u donjem delu leđa, ali njene prednosti kratkoročno ne izgledaju značajne. Postoje nesigurni dokazi u korist upotrebe terapije toplotom za akutne i subhronične bolove u krstima, ali je vrlo malo dokaza za korištenje bilo toplote bilo hladnoće za terapiju hroničnog bola. Slabi su dokazi koji pokazuju da bi pojasevi za leđa mogli smanjiti broj propuštenih radnih dana, ali ne postoji ništa što bi sugerisalo da će oni pomoći kod umanjivanja bola. Ultrazvučne terapije i udarni val se nisu pokazali delotvornim pa se stoga ne preporučuju.
Terapija vežbama je delotvorna u smanjenju bolova i poboljšavanju funkcionalnosti kod osoba s hroničnim bolovima u donjem delu leđa. Takođe se čini da smanjuje stopu učestalosti ponovljenih bolova u toku šest meseci nakon završetka programa i poboljšava funkcionalnost na duža razdoblja. Nema dokaza da bi jedna određena vrsta terapije vežbom bila delotvornija od druge. Aleksanderova tehnika se pokazala korisnom pri hroničnim bolovima u leđima, a postoje i uslovni dokazi koji podupiru primenu joge. Transkutana električna stimulacija živaca (TENS) se nije pokazala delotvornom pri hroničnom bolu leđa. Dokazi za upotrebu uložaka za cipele kao tretman nisu uverljivi. Stimulacija perifernih živaca, minimalno invazivan postupak, bi mogao biti koristan u slučajevima hroničnog bola kad taj ne reaguje na druge poduzete mere, premda pokazatelji koji bi ga potvrdili nisu konačni i nije delotvoran kod bola koji se širi u nogama.

### Upotreba lekova
Ublažavanje krstobolje često uključuje lekove toliko dugo dok su od pomoći. Kad je krstobolja tek počela nastoji se postići potpuni prestanak bola; međutim, ako problem postane hroničan, ciljevi se mogu promeniti u umanjivanje bola i vraćanje najviše moguće funkcije. Budući da su lekovi protiv bolova samo donekle delotvorni, očekivanja pacijenata što se tiče njihove korisnosti mogu biti drugačija nego što je stvarna delotvornost, a to može dovesti do smanjenja zadovoljstva terapijom.
Lek koji se najprije preporučuje je acetaminofen ili nesteroidni antiupalni lijekovi (NSAID) (ali ne aspirin), i za većinu ljudi je to dovoljno. Standardne doze acetaminofena su veoma sigurne; ipak, vrlo visoke doze mogu izazvati probleme s jetrom. NSAID-i su delotvorniji od acetaminofena za akutne epizode. Međutim oni nose veći rizik od pratećeg delovanja uključujući: otkazivanje bubrega, čir na želucu i čak možda probleme sa srcem. Stoga, NSAID-i su tek na drugom mestu, iza acetaminofena i preporučuju se tek kad ovi prvi ne pomažu. NSAID-i su dostupni u nekoliko različitih klasa; ne postoji ništa što bi preporučivalo upotrebu COX-2 inhibitora pre nego drugu vrstu NSAID-a s obzirom na delotvornost. S obzirom na sigurnu upotrebu najbolji bi mogao biti naproksen. Muišićni relaksansi mogu takođe biti korisni.
Ukoliko bol ipak nije delotvorno tretiran prethodnom terapijom mogu se upotrebiti i opioidi, kao što je morfin. Ti lekovi mogu biti opasni, zbog toga što nose u sebi rizik od zavisnosti, mogu imati negativne interakcije s drugim lekovima i rizičniji su zbog pratećih pojava uključujući vrtoglavicu, mučninu i zatvor. Opioidi mogu poslužiti za kratkotrajno savladavanje jakog, akutnog bola koji prouzrokuje značajne probleme. Grupe specijalista ne preporučuju dugotrajno uzimanje opioida za hronične bolove u donjem delu leđa. Za starije osobe s hroničnim bolom, opijati mogu koristiti osobe za koje NSAID-i predstavljaju prevelik rizik, poput onih s dijabetesom, s problemima s želudcom ili srčanim problemima. Takođe mogu biti korisni za izabranu grupu ljudi sa neuropatskim bolom.
Antidepresivi mogu biti delotvorni u lečenju hroničnih bolova povezanih sa simptomima depresije, ali nose u sebi rizik od nuspojava. Iako se antikonvulzivni lekovi gabapentin i karbamazepin ponekad koriste protiv hroničnih bolova u donjem delu leđa i mogu ublažiti bolove išijasa, premalo je dokaza koji bi poduprli njihovu upotrebu. Sistemski oralni steroidi se nisu pokazali uspešnima pri bolovima u donjem delu leđa. Davanje injekcija u međukičmene zglobove i sterodne injekcije u diskove se nije pokazalo korisnim kod osoba s istrajnim bolovima koji se ne šire; ipak mogli bi biti delotvorni kod osoba s stalnim išijasem. Epiduralne injekcije kortikosteroida pružaju blago i upitno kratkotrajno poboljšanje pri išijasu, ali nisu dugotrajno korisni.

### Operacija
Operacija može biti delotvorna kod osoba s hernijom diska koja uzrokuje jak bol koji se širi u nogu, koji izaziva značajnu slabost u nozi, probleme s bešikom ili gubitak kontrole nad crevima. Može biti korisna i za osobe sa kičmenom stenozom. Ukoliko nema takvih problema, ne postoji jasan dokaz o koristi operacije.
Diskektomija (delomično odstranjivanje diska koji urokuje bol u nozi) oslobađa od bolova delotvornije od nehirurškog lečenja. Diskektomija daje bolje rezultate nakon godine dana, ali ne i nakon četiri do deset godina. Manje invazivna mikrodiskektomija nije pokazala drugačiji ishod od obične diskektomije. Za većinu drugih stanja nema dovoljno dokaza koji bi govorili u prilog tome da se preporučuje hirurško rešenje. Nije posve jasan ni dugoročni učinak koji operacija ima na oboleli disk. Manje invazivne hirurške opcije poboljšale su vreme oporavka, ali su dokazi o njihovoj delotvornosti nedovoljni.
Za osobe kod kojih je bol lokalizovan u donjem delu leđa zbog degeneracije diska, ima dosta dokaza koji govore da je kičmena fuzija isto tako delotvorna kao i intenzivna fizička terapija i nešto bolja od nehirurških mera niskog intenziteta. Fuzija dolazi u obzir kod pacijenata koji imaju bolove u donjem delu leđa uzrokovane stečenim iskliznućem pršljena, a pri kojima ne dolazi do poboljšanja uz konzervativnu terapiju. Istina je da samo mali broj onih na kojima je sprovedena spinalna fuzija dožive dobre rezultate. Brojni su i različiti hirurški postupci kojima se postiže fuzija, ali nema jasnih dokaza o tome da bi jedan bio bolji od drugih. Dodavanje implantata u kičmu tokom fuzije povećava rizik, ali ne pruža nikakvo dodatno poboljšanje u bolu ili poboljšanje funkcije.

### Alternativna medicina
Nije jasno da li hiropraktično lečenje ili terapija kičmene manipulacije (SMT) poboljšava rezultate više ili manje od ostalih tretmana kod osoba s bolovima u donjem delu leđa. Neke ocene govore da SMT pokazuje jednake ili bolje rezultate u savladavanju bola i u poboljšanju funkcije u poređenju s drugim često korištenim intervencijama u kratkoročnim, srednjeročnim i dugoročnim kontrolama; druge pak kažu da nisu delotvornije u smanjenju bola od bilo koje druge inertne intervencije, lažne manipulacije ili drugih tretmana i zaključuju da dodavanje SMT tretmana zaista poboljšava rezultate. Terapijske smernice u različitim zemljama dovode do različitih zaključaka. Neki ne preporučuju kičmenu manipulaciju, neki opisuju manipulaciju kao opciju, a drugi preporučuju kratki kurs za one kod kojih nema poboljšanja s drugim tretmanima. Za manipulaciju pod anestezijom ili medicinski potpomognutu manipulaciju, još nema dovoljno dokaza da bi je sa sigurnošću preporučili.
Akupunktura nije delotvornija od placeba, opšte nege, ili placebo akupunkture za tretman nespecificiranog akutnog ili subhroničnog bola. Kod hroničnog bola, akupunktura poboljšava stanje sa smanjenjem bola više od manjka bilo kakve terapije i podjednako kao i upotreba lekova, ali nema učinka na funkcionalnu nesposobnost. Ovo poboljšanje u osećaju bola je prisutno samo neposredno nakon tretmana, ali ne u dažem praćenju bolesti. Akupunktura može biti razumni izbor kod pacijenata s hroničnim bolom koji ne reagiraju na druge vrste terapije, kao neinvazivne metode ili lekove. Iako se terapija masažom ne čini posebno delotvornom u smanjenju akutnog bola u donjem delu leđa, ona može pomoći pacijentima sa subhroničnim i hroničnim bolom, pogotovo ako se kombinuje s fizičkom aktivnošću i edukacijom. Noviji rezultati navode veću delotvornost pri kombinaciji akupunkture i masaže od tretmana samom masažom.
Proloterapija, tretman injektiranja lekova u kompromitovane zglobove lumbalnih pršljena kako bi se izazvala upala i time stimulisao odgovor organizma u smeru izlečenja, nije se sama po sebi pokazala delotvornom, ali bi mogla biti od pomoći u asocijaciji s drugom terapijom. Neurorefleksoterapija, pri kojoj se mali komadići metala postavljaju plitko ispod kože uha ili donjih leđa, prividno je delotvorna u smanjenju bola u leđima i funkcionalnom poboljšanju, iako postoji vrlo malo dokaza u prilog tome. Terapija biljem, kao npr. vražjom kandžom i belom vrbom može umanjiti broj pojedinaca koji percipiraju visok nivo bola, međutim za one koji već koriste analgetike ova je razlika beznačajna. Capsicum se dokazao delotvornim i u smanjenju bola i u povećanju funkcionalnosti, kako u obliku gela, tako i u obliku flastera koji sadrži aktivnu materiju.
Behavioralna therapija bi mogla biti delotvorna protiv hroničnog bola. Postoji više vrsta bihevioralne terapije kondicionirane operatorom, koji koriste pojačanje kako bi umanjilo nepoželjno ponašanje i ojačalo poželjno; kognitivna behavioralna terapija, koja pomaže pacijentu u identifikaciji i ispravljanju negativnog razmišljanja i ponašanja; i bihevioralna terapija kondicionirana pacijentom, koje modifikuje pacijentov psihološki odgovor na bol. Bolničko osoblje u pravilu predlaže pacijentu integrirani program različitih bihevioralnih terapija. Dokazi da redukcija stresa temeljena na punoj svesnosti smanjuje intenzitet hroničnog bola u krstima ili asociranu funkcionalnu ograničenost nisu konačni, iako ova terapija može biti korisna u boljem prihvaćanju postojećeg bola.

## Prognoza
Prognoza za akutni bol u donjem delu leđa je uglavnom pozitivna. Bol i motorna ograničenost se najčešće uveliko poboljša u prvih šest nedelja i u potpunosti nestaje u 40 do 90% slučajeva. U slučajevima kod kojih su simptomi prisutni nakon šest nedelja, poboljšanje je generalno sporije s vrlo malim napretkom u prvoj godini. Kod ogromne većine pacijenata, nivo bola i motornog ograničenja je mali ili zanemariv nakon prve godine od napada akutnog bola. Određeni psihološki problemi, kao npr. psihološki stres, depresija ili nezadovoljstvo gubitkom posla mogu produžiti trajanje bola u leđima. U više od polovine slučajeva krstobolje, nakon prve epizode dolazi do ponovljenih epizoda bola u narednim godinama.
Kod perzistentnog bola u leđima, kratkoročni ishod je takođe pozitivan, s bitnim poboljšanjem u prvih šest nedelja, ali vrlo malim poboljšanjem nakon toga. Nakon godine dana, pacijenti s hroničnim bolom najčešće i dalje pate od umerenog bola i motornog ograničenja. Osobe s većim rizikom od hroničnih posledica krstobolje su one s negativnim pristupom prema bolesti i lošom sposobnošću prihvaćanja bola i funkcionalnog ograničenja, osobe koje loše slede uputstva medicinskog osoblja i pacijenti sa strahom da će fizička aktivnost ponovo izazvati bol (2,5 veća verovatnoća za negativni ishod u prvoj godini), osobe s lošim opštim zdravstvenim stanjem ili s bitnim psihološkim i psihijatrijskim poremećajima (Vadelovi znakovi).

## Epidemiologija
Bol u donjem delu leđa koja traje najmanje jedan dan i ograničava aktivnost pojedinca vrlo je česta tegoba. Oko 40% svetske populacije je bar jednom u životu imalo krstobolju, dok se postotak u razvijenom svetu penje i do 80%. U svakom trenutku, od 9 do 12% svih ljudi u svetu (oko 632 miliona) trenutno pati od bola u donjem delu leđa, a gotovo četvrtina ljudi (23,2%) se žali da je u poslednjih mesec dana patila od istog bola. Prvi simptomi često počinju između 20. i 40. godine života. Najčešće je prisutan u dobu od 40. do 80. godine, s konstantnim trendom povećanja ukupnog broja slučajeva zbog povećanja starosti populacije.
Nejasno je da li više pate od bola u leđima žene ili muškarci. Pregled studija iz 2012. pokazuje učestalost od 9,6% među muškarcima i 8,7% među ženama. Druga studija iz 2012. pokazala je veću učestalost žaljenja na bol u lumbalnom delu među ženama u odnosu na muškarce, što bi moglo biti posledica često asociranog bola od osteoporoze, krivo interpretiranog bola vezanog za menstrualne tegobe i bola u leđima od trudnoće, kao i opće tendencije izbegavanja traženja lekarske pomoći od strane muškaraca u odnosu na žene. Procenjuje se da 70% žena pati od krstobolje za vreme trudnoće s povećanjem učestalosti s napretkom trudnoće. Pušači, pogotovo adolescenti, imaju veću verovatnoću pojave bola u leđima od bivših pušača, koji pak imaju veću verovatnoću pojave bola u leđima od osoba koje su oduvek bile nepušači.

## Istorija
Bol u donjem delu leđa je kod čoveka bio prisutan najmanje od bronzanog doba. Najstariji poznati traktat o hirurgiji, Edvin Smitov papirus, procenjen na oko 1500. p. n. e. opisuje dijagnostički postupak i terapiju za iščašenje pršljena. Hipokrat je bio prvi koji je koristio pojam krstobolja, dok ju je Galen detaljnije opisao. Tokom prvog milenijuma nove ere, lekari su izbegavali bilo kakav pokušaj hirurškog postupka i preporučali su samo kontrolu kroz vreme. Tokom srednjeg veka, narodni su lekari temeljili terapijske postupke bola u leđima na verovanju da je on izazvan uticajem duhova.
Početkom 20. veka, lekari su verovali da je krstobolja izazvana upalom iil oštećenjem živaca, tako da je pojam neuralgija ili neuritis spominje kao najčešća dijagnoza u medicinskoj literaturi onog doba. Popularnost ovog navodnog uzroka počela je opadati kroz ceo 20 vek. U ranom 20. veku, američki neurohirurg Harvi Vilijams Kušing povećava prihvaćenost hirurških tretmana za bol u leđima. Tokom 1920-ih i 1930-ih, javljaju se nove teorije o nastanku ove tegobe. Lekari su tvrdili da je to kombinacija psiholoških bolesti s patologijama živčanog sistema, kao neurastenije (živčane slabosti) i ženske histerije. Mišićna reuma, danas poznata kao fibromialgija, je takođe sve više citirana kao uzrok krstobolje.
Nove tehnologije u medicini, kao otkriće rendgenskih zraka omogućili su lekarima nove i preciznije dijagnostičke postupke, stavljajući u prvi plan patološke promene na međupršljenskim diskovima kao glavne razloge bolova u leđima. Godine 1938, ortopedski hirurg Džosef S. Bar izvestio je o slučajevima poboljšanja ili nestanka krstobolje hirurškim zahvatom na kičmi. Kao rezultat ovog pionirskog tretmana, tokom 1940-ih, model patologije međupršljenskih diskova postaje prevladavajući, te dominira medicinskom literaturom kroz cele 1980-te, dodatno potpomognut novim dokazima dobijenih razvojem dijagnostičkih tehnika CT i MRI. Ovaj je model delomično izgubio na važnosti nakon što su istraživanja dokazala da je patologija diskova relativno redak uzrok bola. Od tada su lekari shvatili da je manje verojatno da se specifični uzrok krstobolje može identifikovati kod većine slučajeva, te dovode u pitanje potrebu nalaženja specifičnog uzroka, pošto u većini slučajeva bol prolazi sam od sebe unutar šest do dvanaest nedelja, nezavisno od terapijskog postupka.

## Društvo i kultura
Bol u donjem delu leđa uzrokuje velike ekonomske gubitke. U Sjedinjenim Američkim Državama on je jedan od najčešćih uzroka bola kod odraslih osoba, što ima za posledicu gubitak velikog broja radnih dana i najčešća je tegoba mišićnog i koštanog sistema zbog koje se osobe obraćaju odelenjima hitne pomoći. Procenjeno je da je u 1998. godini, utrošeno 90 milijardi američkih dolara u troškove lečenja krstobolje, a 5% pacijenata je podnelo većinu (75%) ukupnih troškova. Između 1990. i 2001. u SAD-u se izvelo dvostruko više hirurških zahvata kičmene fuzije, uprkos činjenici da nije bilo promena u indikaciji za hirurški zahvat, niti novih dokaza o delotvornosti njegove primene. Dodatni se troškovi javljaju u obliku izgubljenih prihoda i produktivnosti, s krstoboljom odgovornom za 40% svih izgubljenih radnih dana u Sjedinjenim Američkim Državama. Krstobolja uzrokuje veći postotak radne nesposobnosti kod radne snage u Kanadi, Ujedinjenom Kraljevstvu, Holandiji i Švedskoj, nego u SAD i Nemačkoj.

## Istraživanje
Međupršljenska artroplastika diska je eksperimentalna opcija, ali ne postoje značajniji dokazi da je delotvorna u odnosu na lumbalnu fuziju. Naučnici istražuju mogućnost indukovanja ponovnog rasta međupršljenskih struktura putem injektovanja ljudskih faktora rasta, implantiranih materija, ćelijske terapije i tkivnog inženjeringa.

## Spoljašnje veze
- Lumbago na veb-sajtu  (језик: енглески)

|  | Molimo Vas, obratite pažnju na važno upozorenje u vezi sa temama iz oblasti medicine (zdravlja). |